# Eremochloa ophiuroides
Eremochloa ophiuroides är en gräsart som först beskrevs av William Munro, och fick sitt nu gällande namn av Eduard Hackel. Eremochloa ophiuroides ingår i släktet Eremochloa och familjen gräs. Inga underarter finns listade i Catalogue of Life.